# Monkwearmouth
Monkwearmouth – dzielnica miasta Sunderland w Anglii, w hrabstwie Tyne and Wear, w dystrykcie Sunderland. Leży 17 km od miasta Newcastle upon Tyne. W 1891 roku civil parish liczyła 9116 mieszkańców.